# فرنسيس ماريون رايت
فرنسيس ماريون رايت (بالإنجليزية: Francis Marion Wright)‏ هو محامي وقاضي أمريكي، ولد في 5 أغسطس 1844، وتوفي في 15 يوليو 1917.